# Allomarkgrafia laxiflora
Allomarkgrafia laxiflora là một loài thực vật có hoa trong họ La bố ma. Loài này được A.H.Gentry mô tả khoa học đầu tiên năm 1989.